# BH Tennis Open International Cup 2009
Il BH Tennis Open International Cup 2009 è un torneo professionistico di tennis maschile giocato sul cemento, che faceva parte dell'ATP Challenger Tour 2009. Si è giocato a Belo Horizonte in Brasile dal 27 luglio al 2 agosto 2009.

## Partecipanti

### Teste di serie
| Nazionalità | Giocatore         | Ranking* | Testa di serie |
| ----------- | ----------------- | -------- | -------------- |
| Brasile     | Thiago Alves      | 88       | 1              |
| Argentina   | Horacio Zeballos  | 113      | 2              |
| Messico     | Santiago González | 182      | 3              |
| Brasile     | Ricardo Hocevar   | 191      | 4              |
| Regno Unito | Joshua Goodall    | 193      | 5              |
| Argentina   | Eduardo Schwank   | 198      | 6              |
| Brasile     | João Souza        | 201      | 7              |

- Ranking al 20 luglio 2009.

### Altri partecipanti
Giocatori che hanno ricevuto una wild card:
- Gabriel Dias
- Gregg Hill
- José Pereira
- Márcio Torres

Giocatori passati dalle qualificazioni:
- Guillermo Alcaide (Lucky Loser)
- John Paul Fruttero
- Rodrigo Guidolin
- Daniel King-Turner
- Iván Miranda

## Campioni

### Singolare
Júlio Silva ha battuto in finale  Eduardo Schwank, 4–6, 6–3, 6–4

### Doppio
Márcio Torres /  Izak van der Merwe hanno battuto in finale  Juan-Pablo Amado /  Eduardo Schwank, walkover